# Немезида
Немезида (на старогръцки: Νέμεσις; Nemesis) в древногръцката митология е богинята на възмездието. В Древния Рим е почитана под името Инвидиа.
Дъщеря е на богинята на нощта Никта и бог Ереб. Тя е една от най-древните и почитани в Древна Гърция богини, близка е по значение е богинята Дике.

## Изобразяване
Изобразявана е обикновено като млада жена, обкръжена от следните символи:
- везни, измерващи вината и символ на равновесието между постъпките на хората и възмездието им;
- юздичка, която намеква за необходимостта да се (само)контролира поведението и че тя подтиква към това;
- меч, който красноречиво говори за наказанието;
- колесница, в която са впрегнати грифони – символ на бързото възмездие.

В митологията Немезида отговаря за справедливото разпределение на благата сред хората и наказва нарушилите законите. Следи за несправедливости и въздава възмездие. Самата дума nemesis значи разпоредител на съдбата – нито добра, нито лоша – просто разпределена в равни пропорции за всеки според делата му; следователно nemesis предполага възмущението, причинено от всяко едно нарушение на пропорционалното равновесие, чистият смисъл на справедливостта, неспособен да го остави ненаказано, но също и отплащащ се с добро за при придържане към морала и хармонията, но с времето се утвърждава представата, че е преди всичко неизбежна отмъстителка и проводник на наказанията на провидението.
В свой химн римският поет Мезомед от 2 в се обръща към Немезида със следния възглас:
| „ | О, Немезида, крилатият баланс на живота, тъмнолика богиньо, дъще на самата Справедливост! | “ |

В различни легенди, тя носи справедливост (както е била схващана, според съответните идеи и традиции) повече или по-малко непосредствено и бързо. Например в езотерични митове се споменава, че е създала яйце (в повече свързани с приключения на смъртни персонажи версии, Леда, царицата на Спарта и жена на Тиндарей, е която забременява по този странен начин от Зевс, преобразен в лебед), от което са се излюпват 2 двойки близнаци с много съдбовна роля, но с отдалечено във времето и по-изтънчено влияние: Елена от Троя и Клитемнестра и Кастор и Полукс. Друг път всичко става веднага, подмолно и брутално - тя подмамва самовлюбения Нарцис да се удави, съзерцавайки отражението си във водата, за това че е уязвил, отхвърляйки любовта им, и най-красивите нимфи.

## Култ
В Древен Рим тя е почитана като патрон (божество-закрилник) на гладиаторите, биещи се с диви зверове/свирепи едри животни, и е почитана от завърналите се с победа римски пълководци.
Най-известният храм на Немезида е в Рамнунт, близо до Маратон, където се намира статуя на богинята, изваяна от Фидий. В античния град Хераклея Синтика при село Рупите, Петричко, е разкрито светилище на Немезида, единствено засега локализирано на територията на България.